# 动弯杆菌属
动弯杆菌属為放线菌目放线菌科的一属革兰氏阳性菌。分离于人的阴道，可能与阴道炎有关。此属的模式种为柯氏动弯杆菌（Mobiluncus curtisii）。

## 下属物种
本属包括以下物种：
- 柯氏动弯杆菌 Mobiluncus curtisii Spiegel and Roberts 1984，也成柯蒂斯氏动弯杆菌、克氏动弯杆菌
- 霍尔梅斯氏动弯杆菌 Mobiluncus holmesii (Spiegel and Roberts 1984) Nouioui et al. 2018，前称柯氏动弯杆菌霍氏亚种
- 羞怯动弯杆菌 Mobiluncus mulieris Spiegel and Roberts 1984
- Mobiluncus porci Wylensek et al. 2021